# Dubawi
Dubawi est un cheval de course né en Irlande en 2002. Il est issu de Dubai Millennium et de Zomaradah, par Deploy.

## Carrière de courses
Élevé en Irlande au haras de son propriétaire, Cheikh Mohammed Al Maktoum, Dubawi est l'un des rares fils de l'exceptionnel Dubai Millennium (mort prématurément), à avoir foulé les pistes, et sans doute le meilleur : portant la casaque de l'écurie Godolphin, entraîné par Saeed Bin Suroor et monté par Frankie Dettori, il fut l'un des meilleurs éléments de sa génération à 2 ans, où il demeura invaincu, s'imposant dans un groupe 2 et un groupe 1, les National Stakes. Favori des 2000 Guinées, il y échoua, terminant cinquième, avant de se rattraper par une victoire dans les 2000 Guinées Irlandaises, en prélude à une tentative sur les 2 400 mètres du Derby d'Epsom, où il obtint une méritoire troisième place eu égard à sa tenue limitée. Véritable miler, il revint avec succès sur sa distance en remportant le Prix Jacques Le Marois à Deauville, puis termina sa carrière par une deuxième place dans les Queen Elizabeth II Stakes derrière l'Australien Starcraft. 

### Résumé de carrière
| Date         | Hippodrome  | Pays        | Course                    | Statut      | Distance    | Jockey      | Place       | Écart       | Vainqueur ou deuxième |
| 2004, 2 ans  | 2004, 2 ans | 2004, 2 ans | 2004, 2 ans               | 2004, 2 ans | 2004, 2 ans | 2004, 2 ans | 2004, 2 ans | 2004, 2 ans | 2004, 2 ans           |
| ------------ | ----------- | ----------- | ------------------------- | ----------- | ----------- | ----------- | ----------- | ----------- | --------------------- |
| 4 juin       | Goodwood    | Royaume-Uni | Maiden                    | Class D     | 1 200 m     | L. Dettori  | 1er / 5     | 1 ¼         | Fox                   |
| 8 juillet    | Newmarket   | Royaume-Uni | Superlative Stakes        | Gr. 3       | 1 400 m     | L. Dettori  | 1er / 12    | 1/2         | Henrik                |
| 19 septembre | Curragh     | Irlande     | National Stakes           | Gr. 1       | 1 400 m     | L. Dettori  | 1er / 7     | 3           | Berenson              |
| 2005, 3 ans  |             |             |                           |             |             |             |             |             |                       |
| 30 avril     | Newmarket   | Royaume-Uni | 2000 Guineas              | Gr. 1       | 1 600 m     | L. Dettori  | 5e / 19     | 3           | Footstepinthesand     |
| 21 mai       | Curragh     | Irlande     | Irish 2000 Guineas        | Gr. 1       | 1 600 m     | L. Dettori  | 1er / 9     | 2           | Oratorio              |
| 4 juin       | Epsom       | Royaume-Uni | Derby                     | Gr. 1       | 2 400 m     | L. Dettori  | 3e / 13     | 8           | Motivator             |
| 14 août      | Deauville   | France      | Prix Jacques Le Marois    | Gr. 1       | 1 600 m     | K. McEvoy   | 1er / 6     | 1 ½         | Whipper               |
| 24 septembre | Ascot       | Royaume-Uni | Queen Elizabeth II Stakes | Gr. 1       | 1 600 m     | L. Dettori  | 2e / 6      | 3/4         | Starcraft             |

## Au haras

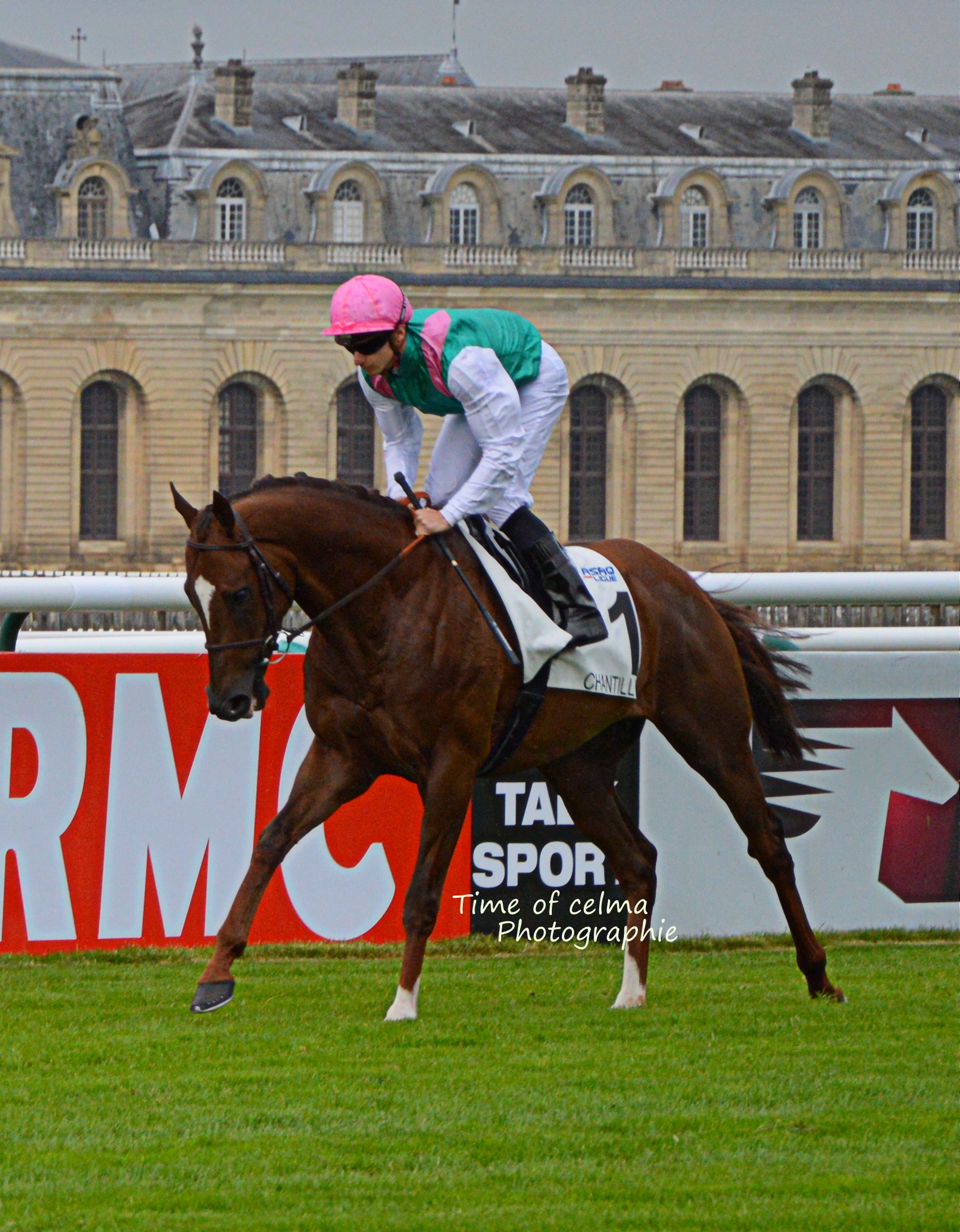
New Bay

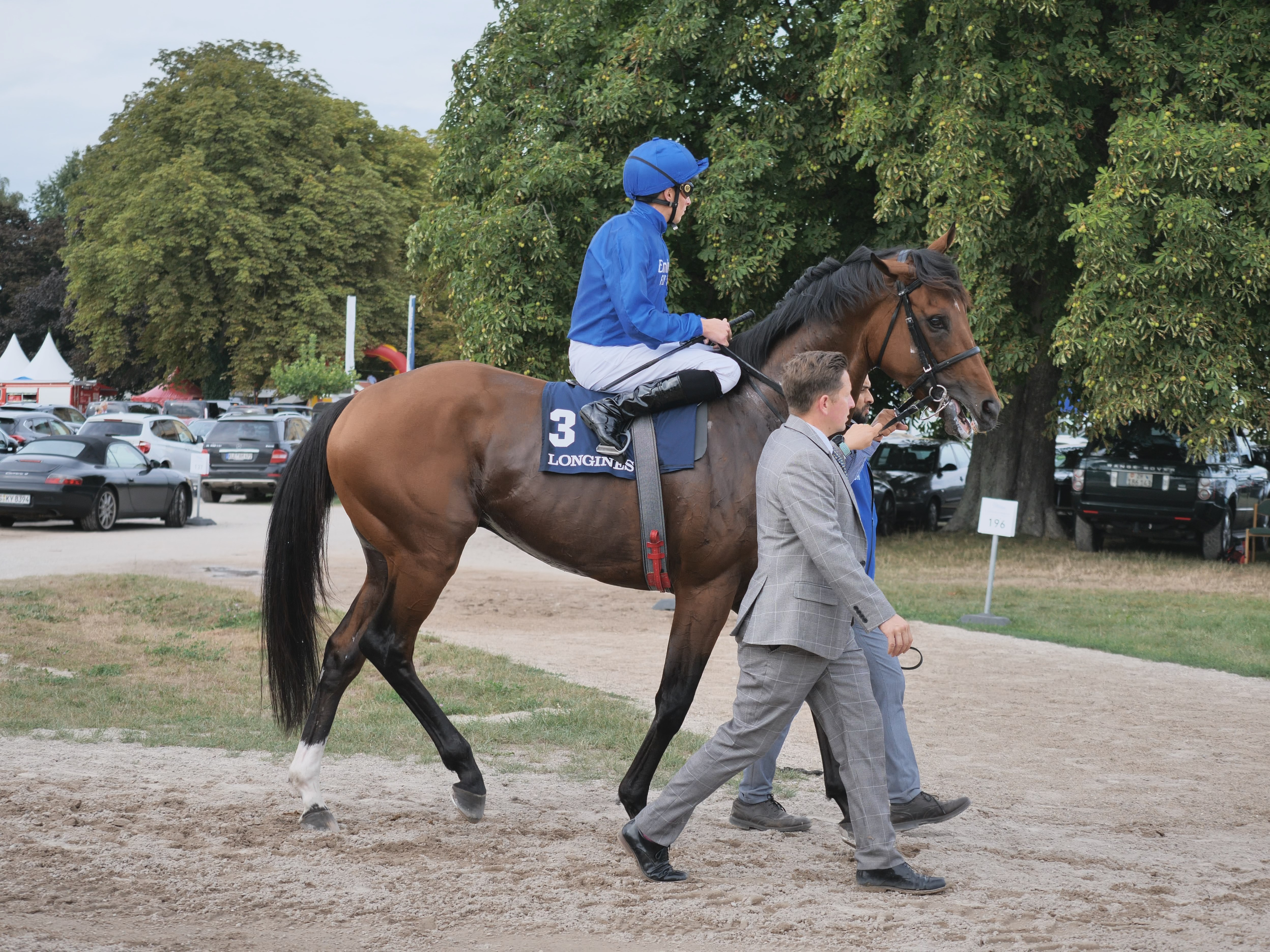
Ghaiyyath

Installé à Dalham Hall Stud, le haras qui l'a vu naître, Dubawi, bien qu'il fût l'unique continuateur de Dubaï Millenium, ne suscita pas d'emblée l'enthousiasme des éleveurs, circonspects quant à son physique et à celui de ses premiers produits. Aussi son prix de saillie, initialement fixé à 25 000 £ en 2006, passa à 15 000 £ en 2009. Mais les résultats exceptionnels de ses premiers rejetons en compétition prouvèrent rapidement qu'il était un étalon de tout premier plan. Auteur d'une quarantaine de lauréats de groupe 1 et se prévalant d'un taux de vainqueurs de groupes à deux chiffres, ses produits sont très recherchés et ses yearlings, dont le prix moyen aux ventes avoisine le million d'euros, suscitent l'engouement : il est par exemple le père du yearling le plus cher jamais vendu en France, à 2 600 000 €, où il est tête de liste en 2015. En 2018, Crown Walk, lauréate du Prix Chloé (Gr.3), devient son centième produit à s'imposer dans une course de groupe. Son prix de saillie s'est naturellement ressenti de ses succès, passant à 250 000 £ en 2017, ce qui fait de lui l'un des étalons les plus chers de la planète, et le plus cher en 2023 quand il passe à 350 000 £ (Frankel atteindra ce prix l'année suivante) après la mort de son grand rival Galileo. En 2022, il obtient son premier titre de champion sire en Angleterre et en Irlande, lui qui en fut jusque là privé par l'ogre Galileo, puis par le fils de celui-ci, Frankel.    
Parmi les meilleurs produits de Dubawi, citons (avec le nom du père de mère entre parenthèses) :   
- Ghaiyyath (Galileo) –  Grosser Preis von Baden, Coronation Cup, Eclipse Stakes, International Stakes - cheval de l'année en Europe (2020)
- Modern Games (New Approach) – Breeders' Cup Juvenile Turf, Poule d'Essai des Poulains, Woodbine Mile Stakes, Breeders' Cup Mile, Lockinge Stakes - cheval de l'année sur le gazon aux États-Unis (2022)
- Rebel's Romance (Street Cry) – Grosser Preis von Berlin, Preis von Europa (x2), Breeders' Cup Turf (x2), Dubaï Sheema Classic, Hong Kong Champions & Chater Cup - cheval de l'année sur le gazon aux États-Unis (2024)
- Too Darn Hot (Singspiel) – Dewhurst Stakes, Prix Jean Prat, Sussex Stakes - 2 ans de l'année en Europe (2018), 3 ans de l'année en Europe (2019)
- Yibir (Singspiel) – Breeders' Cup Turf - cheval de l'année sur le gazon aux États-Unis (2021)
- Postponed (Dubaï Destination) –  King George, Dubaï Sheema Classic, Coronation Cup, International Stakes
- New Bay (Zamindar) – Prix du Jockey-Club. 3e Prix de l'Arc de Triomphe
- Night of Thunder (Galileo) – 2000 Guinées, Lockinge Stakes
- Coroebus (Teofilo) – 2000 Guinées, St. James's Palace Stakes
- Space Blues (Noverre) – Prix Maurice de Gheest, Prix de la Forêt, Breeders' Cup Mile
- Makfi (Green Desert) – 2000 Guinées, Prix Jacques Le Marois
- Al Kazeem (Darshaan) – Tattersalls Gold Cup, Prince of Wales's Stakes, Eclipse Stakes
- Wuheida (Singspiel) – Prix Marcel Boussac, Breeders' Cup Filly & Mare Turf
- Wild Illusion (Monsun) – Prix Marcel Boussac, Nassau Stakes, Prix de l'Opéra
- Lord North (Giant's Causeway) – Prince of Wales's Stakes, Dubaï Turf (x3)
- In Italian (Redoute's Choice) – Diana Stakes, First Lady Stakes, Jenny Wiley Stakes, Just A Game Stakes
- Master of The Seas (Danehill) – Breeders' Cup Mile, Woodbine Mile, Maker's Mark Mile Stakes
- Notable Speech (Invincible Spirit) – 2000 Guinées, Sussex Stakes
- Ezeliya (Teofilo) – Oaks
- Prince Bishop (Prospect Bay) – Dubaï World Cup
- Monterosso (Barathea) – Dubaï World Cup
- Zarak (Zamindar) – Grand Prix de Saint-Cloud
- Delacroix (Bernstein) – Eclipse Stakes

## Origines
Dubawi est l'un des rares produits de l'exceptionnel Dubai Millennium, mort au cours de sa première année de monte.  
Il est issu d'une très bonne jument, Zomaradah, qui remporta trois groupe 1 : les E.P. Taylor Stakes au Canada et, en Italie, le Premio Lydia Tesio et les Oaks.

### Pedigree
| Origines de Dubawi (IRE), mâle bai né en 2002 | Origines de Dubawi (IRE), mâle bai né en 2002 | Origines de Dubawi (IRE), mâle bai né en 2002 | Origines de Dubawi (IRE), mâle bai né en 2002 |
| --------------------------------------------- | --------------------------------------------- | --------------------------------------------- | --------------------------------------------- |
| Père Dubai Millennium 1996                    | Seeking the Gold 1981                         | Mr. Prospector                                | Raise a Native                                |
| Père Dubai Millennium 1996                    | Seeking the Gold 1981                         | Mr. Prospector                                | Gold Digger                                   |
| Père Dubai Millennium 1996                    | Seeking the Gold 1981                         | Con Game                                      | Buckpasser                                    |
| Père Dubai Millennium 1996                    | Seeking the Gold 1981                         | Con Game                                      | Broadway                                      |
| Père Dubai Millennium 1996                    | Colorado Dancer 1986                          | Shareef Dancer                                | Northern Dancer                               |
| Père Dubai Millennium 1996                    | Colorado Dancer 1986                          | Shareef Dancer                                | Sweet Alliance                                |
| Père Dubai Millennium 1996                    | Colorado Dancer 1986                          | Fall Aspen                                    | Pretense                                      |
| Père Dubai Millennium 1996                    | Colorado Dancer 1986                          | Fall Aspen                                    | Change Water                                  |
| Mère Zomaradah 1995                           | Deploy 1987                                   | Shirley Heights                               | Mill Reef                                     |
| Mère Zomaradah 1995                           | Deploy 1987                                   | Shirley Heights                               | Hardiemma                                     |
| Mère Zomaradah 1995                           | Deploy 1987                                   | Slightly Dangerous                            | Roberto                                       |
| Mère Zomaradah 1995                           | Deploy 1987                                   | Slightly Dangerous                            | Where You Lead                                |
| Mère Zomaradah 1995                           | Jawaher 1989                                  | Dancing Brave                                 | Lyphard                                       |
| Mère Zomaradah 1995                           | Jawaher 1989                                  | Dancing Brave                                 | Navajo Princes                                |
| Mère Zomaradah 1995                           | Jawaher 1989                                  | High Tern                                     | High Line                                     |
| Mère Zomaradah 1995                           | Jawaher 1989                                  | High Tern                                     | Sunbittern (famille 9-e)                      |